# Isochaetina dimorpha
Isochaetina dimorpha là một loài ruồi trong họ Tachinidae.